# Jerome Henderson (cestista 1936)
Jerome Henderson, conosciuto anche come Wang Dexun (王得胜T, Wáng DéshèngP; Singapore, 1936), è un ex cestista singaporiano.

## Carriera
Con Singapore ha disputato i Giochi olimpici di Melbourne 1956.